# 錫尼亞亞河 (韋利卡亞河支流)

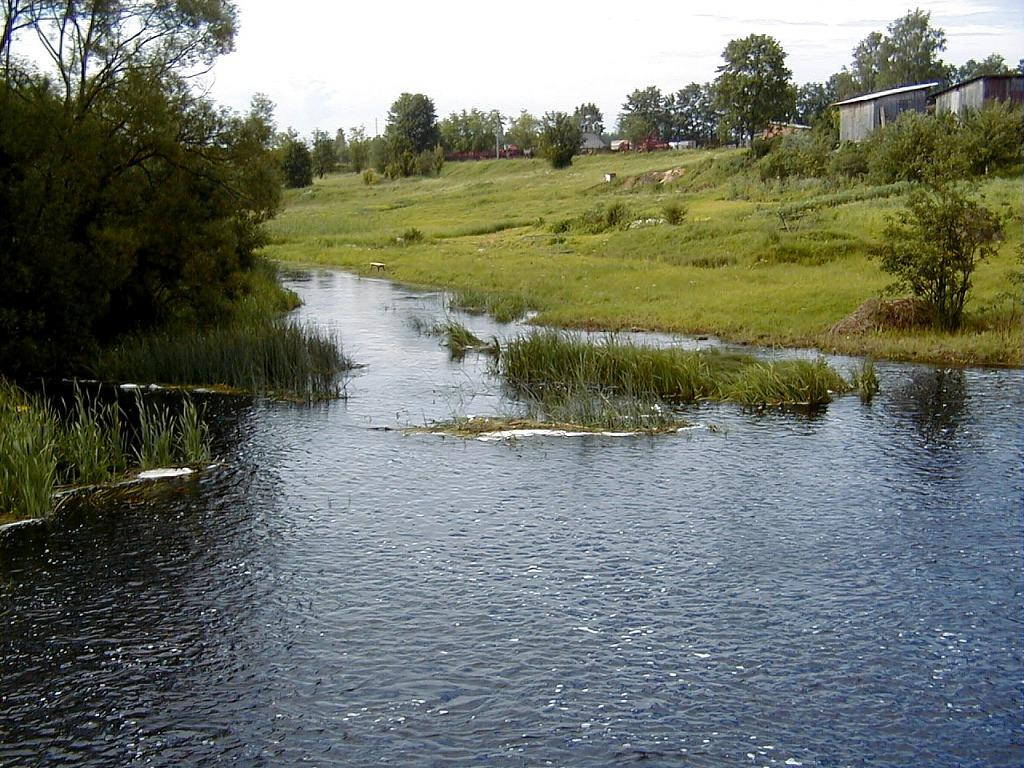
錫尼亞亞河

流域-水系

錫尼亞亞河（白俄羅斯語：Сінюха，拉脫維亞語：Zilupe，俄羅斯語：Синяя）是白俄羅斯、拉脫維亞和俄羅斯的河流，屬於波羅的海流域，河道全長195公里，流域面積2,040平方公里，發源自奧斯維亞湖，最終注入韋利卡亞河。